# Saint-Martin-le-Vieux
Saint-Martin-le-Vieux é uma comuna francesa na região administrativa da Nova Aquitânia, no departamento de Alto Vienne. Estende-se por uma área de 17,49 km². Em 2010 a comuna tinha 944 habitantes (densidade: 54 hab./km²).